# Ель-Ксар-ель-Кебір
Ель-Ксар-ель-Кебір (араб. القصر الكبير, al-Qaṣr al-Kabīr) — місто в Марокко, в області Танжер-Тетуан, на річці Лукос. Місце відомої битви 1578 року між марроканцями і португальцями, що поклала край португальській експансії в Марокко.

## Назва
- Аль-Каср аль-Кабір (араб. القصر الكبير, al-Qaṣr al-Kabīr, «Великий замок») — арабська назва.
- Алкасер-Кібір (порт. Alcácer-Quibir, МФА: [aɫ.ˈka.sɨɾ-ki.ˈbiɾ][3]) — португальська назва.
- Алькасарківір (ісп. Alcazarquivir) — іспанська назва.
- Ксар-ель-Кебір (фр. Ksar El Kébir) — французька назва.
- Новий Оппід (лат. Oppidum Novum, «нове городище») — антична римська назва.

## Географія
Ель-Ксар-ель-Кебір розташований на північному заході Марокко, за 160 км від Рабату, 32 км від Лараша і 110 км від Танжера. Місто лежить на березі річки Лукус, що робить його одним із найбагатших сільськогосподарських регіонів країни. Сусідні міста і містечка — Лараш, Арбава, Татефт.

## Історія
Місто було засновано в I тисячолітті до нашої ери. Пізніше римляни надали йому назву Новий Опід. За наказом Альмохадів у XII столітті було зведено міські стіни.
4 серпня 1578 року біля міста відбулася велика битва між марроканцями і португальцями, у якій перші здобули перемогу. У бою португальці втратили убитим бездітного короля Себаштіана, що призвело до династичної кризи в Португалії, втрати нею незалежності та припинення португальської експансії в Марокко.
У XVII столітті султан Мулай Ісмаїл знищив міські стіни. 1911 року місто захопила Іспанія й надала йому назву Алькасарквівір. 1956 місту повернули історичну назву Ель-Ксар-ель-Кебір.

## Демографія
Динаміка чисельності населення міста за роками:
| 1982   | 2004    | 2012    |
| ------ | ------- | ------- |
| 73 541 | 107 380 | 116 513 |